# Valle de Manzanedo
Valle de Manzanedo és un municipi de la província de Burgos a la comunitat autònoma de Castella i Lleó. Forma part de la comarca de Las Merindades.

## Demografia
| 1842 |  | 1857 |  | 1860 |  | 1877 |  | 1887 |  | 1897 |  | 1900 |  | 1910 |  | 1920 |  | 1930 |  | 1940 |  | 1950 |  | 1960 |  | 1970 |  | 1981 |  | 1991 |  | 2001 |
| ---- |  | ---- |  | ---- |  | ---- |  | ---- |  | ---- |  | ---- |  | ---- |  | ---- |  | ---- |  | ---- |  | ---- |  | ---- |  | ---- |  | ---- |  | ---- |  | ---- |
| 703  |  | 1115 |  | 1145 |  | 1177 |  | 1105 |  | 1042 |  | 1010 |  | 977  |  | 987  |  | 932  |  | 1388 |  | 1146 |  | 743  |  | 266  |  | 181  |  | 112  |  | 122  |